# Овсієнко Євгеній Русланович
Євге́ній Русла́нович Овсіє́нко — український військовослужбовець, капітан Збройних сил України, учасник російсько-української війни. Лицар ордена Богдана Хмельницького трьох ступенів.

## Нагороди
- орден Богдана Хмельницького I ступеня (8 серпня 2022) — за особисту мужність і самовіддані дії, виявлені у захисті державного суверенітету та територіальної цілісності України, вірність військовій присязі[1];
- орден Богдана Хмельницького II ступеня (18 травня 2022) — за особисту мужність і самовіддані дії, виявлені у захисті державного суверенітету та територіальної цілісності України, вірність військовій присязі[2];
- орден Богдана Хмельницького III ступеня (22 березня 2022) — за особисту мужність і самовіддані дії, виявлені у захисті державного суверенітету та територіальної цілісності України, вірність військовій присязі[3].

## Військові звання
- капітан;
- старший лейтенант.